# Фраханг-и оим-евак
Фраханг-и оим-евак — старинный авестийско-пехлевийский словарь. Он назван двумя первыми словами словаря: оим на авестийском языке означает «один», а евак — его пехлевийский эквивалент. Он даёт пехлевийские значения около 880 авестийских слов либо одним словом, либо одной фразой, либо путём их объяснения.